# Afronaumannia josephinae
Afronaumannia josephinae là một loài bọ cánh cứng trong họ Chrysomelidae. Loài này được Steiner và Wagner miêu tả khoa học năm 2005.